# Zsa Zsa Speck
Perry Pandrea, bedre kendt som Zsa Zsa Speck, er et tidligere keyboard-spillende medlem af rockbandet Marilyn Manson.